# Église Saint-Germain-d'Auxerre de Gazeran
Pour les articles homonymes, voir Église Saint-Germain-d’Auxerre.
L'église Saint-Germain-l'Auxerrois ou église Saint-Germain-d'Auxerre est un édifice religieux à Gazeran dans les Yvelines. Elle fait l’objet d’un classement au titre des monuments historiques depuis le 19 octobre 1965. 

## Histoire
La nef de l'église et son abside ont été construites au XIe siècle. Le clocher date du  XIIe siècle ou XIIIe siècle.
Pendant le haut Moyen Âge, l'église relevait de l'abbaye de Saint-Denis qui possédait la forêt de Rambouillet, puis fut desservie par les moines de l'abbaye de Marmoutier.
Les quatre nefs latérales, perpendiculaires à la nef d'origine, ont été ajoutées au XVIe siècle.
De 1971 à 1989 ont été menées plusieurs restaurations.

## Extérieur
Au-dessus du portail de la façade occidentale sont gravées des armoiries  : en partie gauche "de gueules, à six annelets d’or, posés 3, 2 & 1 ". Il s'agit de celles de la maison de Prunelé (ou Prunelay) qui possédèrent le fief du XIVe siècle jusqu'en 1706. En partie droite, celles d'Anne de Dreux qui épousa René de Prunelé en 1528.

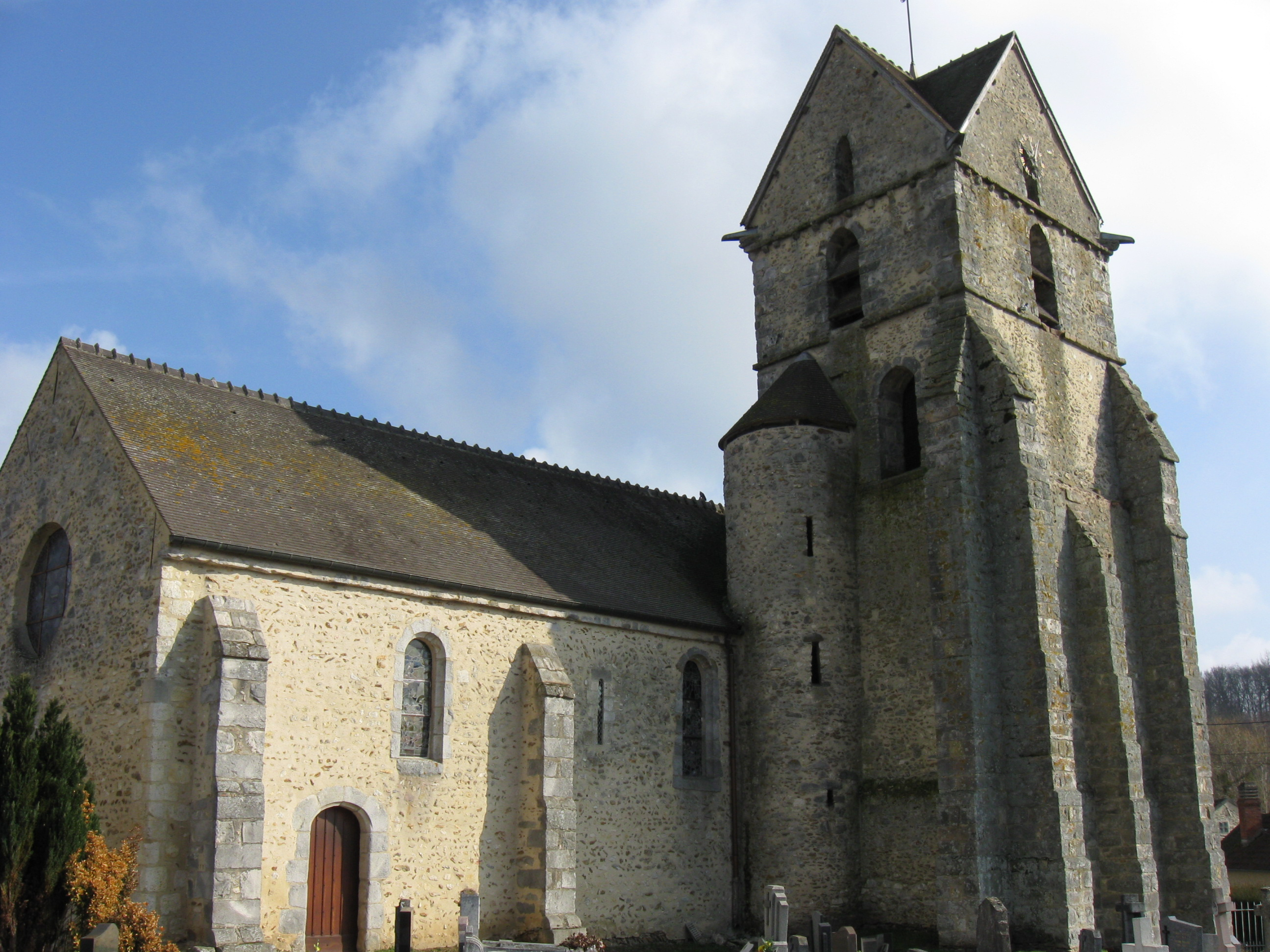

Sur le côté nord, ont été dégagées l'ancienne porte des morts faisant communiquer l'intérieur avec le cimetière et une étroite fente d'éclairage verticale rappelant les meurtrières.
Le clocher carré est muni de contreforts et d'une tourelle renfermant l'escalier d'accès. Son toit  est en double bâtière.

## Intérieur
La voûte de la nef principale avait été détruite à la fin du XIXe siècle. Elle a été refaite à l'identique, en charpente apparente.
Des vestiges de vitraux du XVIe se remarquent en plusieurs endroits, parfois remontés de bric et de broc. La première fenêtre au nord offre un ensemble de trois scènes consacrées à Moïse : les tables de la loi, l'adoration du veau d'or, l'eau jaillissant du rocher de Raphidim. Parmi les vitraux datant du XIXe siècle, remarquer celui du revers de la façade représentant l'Agneau de l'Apocalypse couché sur le livre aux sept sceaux.
Sont à voir aussi, des sculptures, des tableaux, un orgue de chœur.